# Rural Municipality of Glen McPherson No. 46
Glen McPherson No. 46 ist eine Landgemeinde (Rural Municipality) im Südwesten der kanadischen Provinz Saskatchewan. Sie ist von der Einwohnerzahl die kleinste aller Landgemeinden in der Provinz und hat ihren Verwaltungssitz im Dorf (englisch „Village“) Mankota, welches östlich des Gemeindegebietes in der benachbarten Rural Municipality of Mankota No. 45 liegt. Die Gemeinde gehört statistisch zur Saskatchewan Census Division No. 3 und ist Teil der SARM Division No. 3.
Glen McPherson No. 46 liegt im östlichen Bereich des Palliser-Dreiecks, dabei östlich der Cypress Hills sowie südlich des Aspen Parkland. Der Highway 18 durchquert das Gemeindegebiet in Ost-West-Richtung.

## Geschichte
Die Gemeinde wurde am 1. Januar 1913 eingerichtet (englisch „incorporated“).
Seit etwa 50 Jahren wird eine Zusammenlegung mit der benachbarten Rural Municipality of Mankota No. 45 diskutiert und von den Bewohnern abgelehnt, obwohl inzwischen die Gemeindeverwaltung dort ihren Sitz hat und die beiden Gemeinden sich die Mitarbeiter der Verwaltung teilen.

## Demographie
Der Zensus im Jahr 2021 ergab für die Gemeinde eine Bevölkerung von 76 Einwohnern, nachdem der Zensus im Jahr 2016 für die Gemeinde eine Bevölkerung von 72 Einwohnern ergeben hatte. Die Bevölkerung hat damit im Vergleich zum letzten Zensus im Jahr 2016 stärker als der Trend in der Provinz um 5,6 % zugenommen, während der Provinzdurchschnitt bei einer Bevölkerungszunahme von 4,8 % lag. Im letzten Zensuszeitraum von 2011 bis 2016 hatte die Bevölkerung noch entgegen dem Trend um 1,4 % abgenommen, bei einer durchschnittlichen Bevölkerungszunahme von 6,3 % in der Provinz.
Im Rahmen des „Census 2021“ wurde für die Gemeinde ein Medianalter von 58,0 Jahren ermittelt. Das Medianalter der Provinz lag 2021 bei nur 38,4 Jahren. Das örtliche Durchschnittsalter lag bei 48,0 Jahren, bzw. bei 39,0 Jahren in der Provinz. Beim „Census 2016“ wurde für die Gemeinde noch ein Medianalter von 54,8 Jahren ermittelt und für die Provinz von 37,8 Jahren bzw. ein örtliches Durchschnittsalter von 47,9 Jahren sowie von 39,1 Jahren in der Provinz.

## Gemeinden

### Eigenständige Gemeinden
Innerhalb des Gemeindegebietes gibt es keine eigenständige Gemeinden (Town oder Village) oder Indianerreservationen.

### Nicht eigenständige Gemeinden
Innerhalb des Gemeindegebietes gibt es mehrere sogenannte „unincorporated places“.
- Billimun
- Broncho
- Coriander
- Glen McPherson
- Reliance
- Wallard